# Euodynerus masariformis
Euodynerus masariformis är en stekelart som först beskrevs av Giordani Soika 1934.  Euodynerus masariformis ingår i släktet kamgetingar, och familjen Eumenidae. Inga underarter finns listade i Catalogue of Life.